# Gruppo di Lie
In matematica un gruppo di Lie è un gruppo munito di una struttura di varietà differenziabile compatibile con le operazioni di gruppo. Il termine groupes de Lie venne utilizzato per la prima volta in Francia nel 1893 nella tesi di dottorato di Arthur Tresse in onore del matematico norvegese Sophus Lie, che di Tresse fu uno dei due relatori. 

## Definizione
Un gruppo di Lie è un gruppo {\displaystyle G} munito di una struttura di varietà differenziabile tale che le operazioni 
{\displaystyle G\times G\to G}
{\displaystyle (a,b)\mapsto a\cdot b}
e 
{\displaystyle G\to G}
{\displaystyle a\mapsto a^{-1}}
sono entrambe differenziabili.

## Omomorfismi e categoria dei gruppi di Lie
Dati due gruppi di Lie {\displaystyle G} e {\displaystyle H}, un morfismo di gruppi di Lie è un omomorfismo differenziabile, vale a dire un'applicazione {\displaystyle f\colon G\to H} che sia un omomorfismo per la struttura astratta di gruppo ({\displaystyle f(ab)=f(a)f(b)}) e un'applicazione differenziabile per la struttura di varietà di {\displaystyle G} e {\displaystyle H}.
I gruppi di Lie con i loro morfismi costituiscono una categoria.

## Classificazioni dei gruppi di Lie
I gruppi di Lie possono essere classificati in relazione a diversi generi di proprietà:
- proprietà algebriche: semplice, semisemplice, risolubile, nilpotente, abeliano;
- proprietà di connessione: gruppi connessi o gruppi semplicemente connessi;
- proprietà di compattezza.

## L'algebra di Lie associata a un gruppo di Lie
Ad ogni gruppo di Lie si può associare un'algebra di Lie che è in grado di esprimere interamente la struttura locale del gruppo. La relazione gruppo - algebra non riguarda invece le caratteristiche globali, come connessione o semplice connessione, diversi gruppi di Lie possono quindi avere la stessa algebra; in particolare, esiste un teorema che stabilisce che due gruppi di Lie finito dimensionali localmente isomorfi hanno algebre di Lie isomorfe, quindi identificabili.
Lo studio delle proprietà e la classificazione delle algebre di Lie è molto più agevole rispetto all'analogo studio dei gruppi, per questo risultano molto utili una serie di teoremi che permettono di mettere in relazione le proprietà delle algebre a quelle dei gruppi corrispondenti. La relazione tra algebre e gruppi di Lie può essere vista come funtore tra categorie.
In particolare, sia {\displaystyle G} un gruppo di Lie e {\displaystyle f(t)} una funzione continua che passi per l'elemento neutro {\displaystyle u} di {\displaystyle G} per cui {\displaystyle f(0)=u}.
Sia invece {\displaystyle T(G)} lo spazio tangente a {\displaystyle G} in {\displaystyle u} che corrisponde, utilizzando la nozione di derivata, a {\displaystyle f'(0)}.
Si può dimostrare che {\displaystyle T(G)} è, su {\displaystyle \mathbb {R} }, uno spazio vettoriale.
Ora, ponendo {\displaystyle \varepsilon \in \mathbb {R} } e {\displaystyle \varepsilon } positivo piccolo a piacere si potrà scrivere, sviluppando in serie di Taylor al prim'ordine:
{\displaystyle f(\varepsilon )\approx u+\varepsilon f'(0)}.
Sia ora {\displaystyle \varepsilon =t/n}. Se {\displaystyle n} tende all'infinito,
{\displaystyle f(\varepsilon )^{n}\approx \left(u+{\frac {tf'(0)}{n}}\right)^{n}\approx e^{tf'(0)}}.
Nella relazione precedente si è fatto uso del limite notevole che definisce la funzione esponenziale.
Allora esiste una mappa da {\displaystyle \mathbb {R} \times T(G)} a {\displaystyle G} e gli elementi di {\displaystyle T(G)} sono quelli dell'algebra di Lie associata a {\displaystyle G}.
Per esempio, si consideri il gruppo {\displaystyle SO(2)}, il cui generico elemento può essere scritto come
{\displaystyle {\begin{bmatrix}\cos \theta &-\sin \theta \\\sin \theta &\cos \theta \end{bmatrix}}}
Eseguendo la derivata e calcolandola in zero si ha
{\displaystyle {\begin{bmatrix}0&-1\\1&0\end{bmatrix}}}
Gli elementi ottenuti moltiplicando tale matrice per qualunque reale {\displaystyle k} sono i componenti l'algebra di Lie {\displaystyle {\mathfrak {so}}(2)} e corrispondono ai numeri immaginari puri {\displaystyle ik}.

## I gruppi di Lie reali come varietà topologiche
I gruppi di Lie reali si possono definire come varietà topologiche munite delle operazioni di gruppo continuo. L'equivalenza di questa definizione con quella data sopra costituisce una interpretazione del quinto problema di Hilbert (si veda però anche congettura di Hilbert-Smith).
Un preciso enunciato su tale equivalenza è il seguente: 

 Se G è una varietà topologica munita delle operazioni di gruppo continuo, allora esiste esattamente una struttura differenziabile su G che fa di esso un gruppo di Lie secondo la definizione data inizialmente.
Questo teorema è stato dimostrato da Andrew Gleason, Deane Montgomery e Leo Zippin negli anni 1950.
Come conseguenza si possono definire i gruppi di Lie ricorrendo alle funzioni lisce: questo è l'approccio ora prevalente nei testi introduttivi ai gruppi di Lie.